# Colonna di ferro

La colonna in ferro di Delhi

La cosiddetta colonna di ferro (o colonna di Ashoka), situata a Delhi (in India), è una colonna in ferro alta 7 metri e 21 centimetri e di 41 centimetri di diametro, dal peso di 6 tonnellate, risalente almeno al 423 d.C. Non presenta ruggine nonostante sia rimasta esposta per 1600 anni al clima monsonico. Fa parte del complesso di Qutb, inserito nel 1993 nell'elenco dei Patrimoni dell'umanità dell'UNESCO.

## Storia
La colonna di ferro fu probabilmente commissionata dal sovrano Gupta Chandragupta II (375-414), soprannominato "Conquistatore del mondo" (Vikramaditya) e considerato un grande devoto del dio indù Vishnu, durante il periodo di massimo splendore della dinastia Gupta - questa interpretazione si basa sull'iscrizione e sull'analisi di antiche monete d'oro dell'impero Gupta. Il pilastro con l'idolo chakra sulla sua sommità fu originariamente eretto in un luogo chiamato Vishnupadagiri ("collina con l'impronta di Vishnu"). Il sito di Vishnupadagiri veniva equiparato ai templi rupestri di Udayagiri vicino a Sanchi e Vidisha. Un'iscrizione (successiva?) sul pilastro afferma che fu eretto in onore del dio indù Vishnu. Inoltre, elogia l'eroismo e la bontà di un re chiamato Chandra, identificato da recenti ricerche archeologiche come Chandragupta II.
Il sito di Vishnupadagiri si trova sul Tropico del Cancro e potrebbe quindi essere stato un centro di osservazione astronomica in epoca Gupta. Nel sito originale del pilastro di ferro a Vishnupadagiri, l'ombra del pilastro cadeva in direzione dei piedi di Anantasayain Vishnu una volta all'anno, al mattino presto del solstizio d'estate. La fondazione e lo sviluppo di Udayagiri furono accompagnati da conoscenze astronomiche molto sviluppate, motivo per cui Udayagiri e soprattutto la Colonna di Ferro sono una valida testimonianza delle conoscenze astronomiche nell'India antica intorno al 400 d.C..
Se il sito originale di Udayagiri è corretto, il pilastro deve essere stato spostato nel Medioevo (probabilmente all'inizio del XIII secolo sotto Qutb-ud-Din Aibak o il suo genero e successore Iltutmish) come trofeo al precedente tempio indù nell'area del complesso fortificato "Lal Kot" fondato dai Rajput Tomara nell'VIII secolo. Il tempio e la fortezza furono distrutti da Qutb-ud-Din Aibak alla fine del XII secolo per costruire la torre della moschea Qutb Minar e la moschea Quwwat-ul-Islam si sviluppò intorno alla colonna stessa.

## La resistenza agli agenti atmosferici

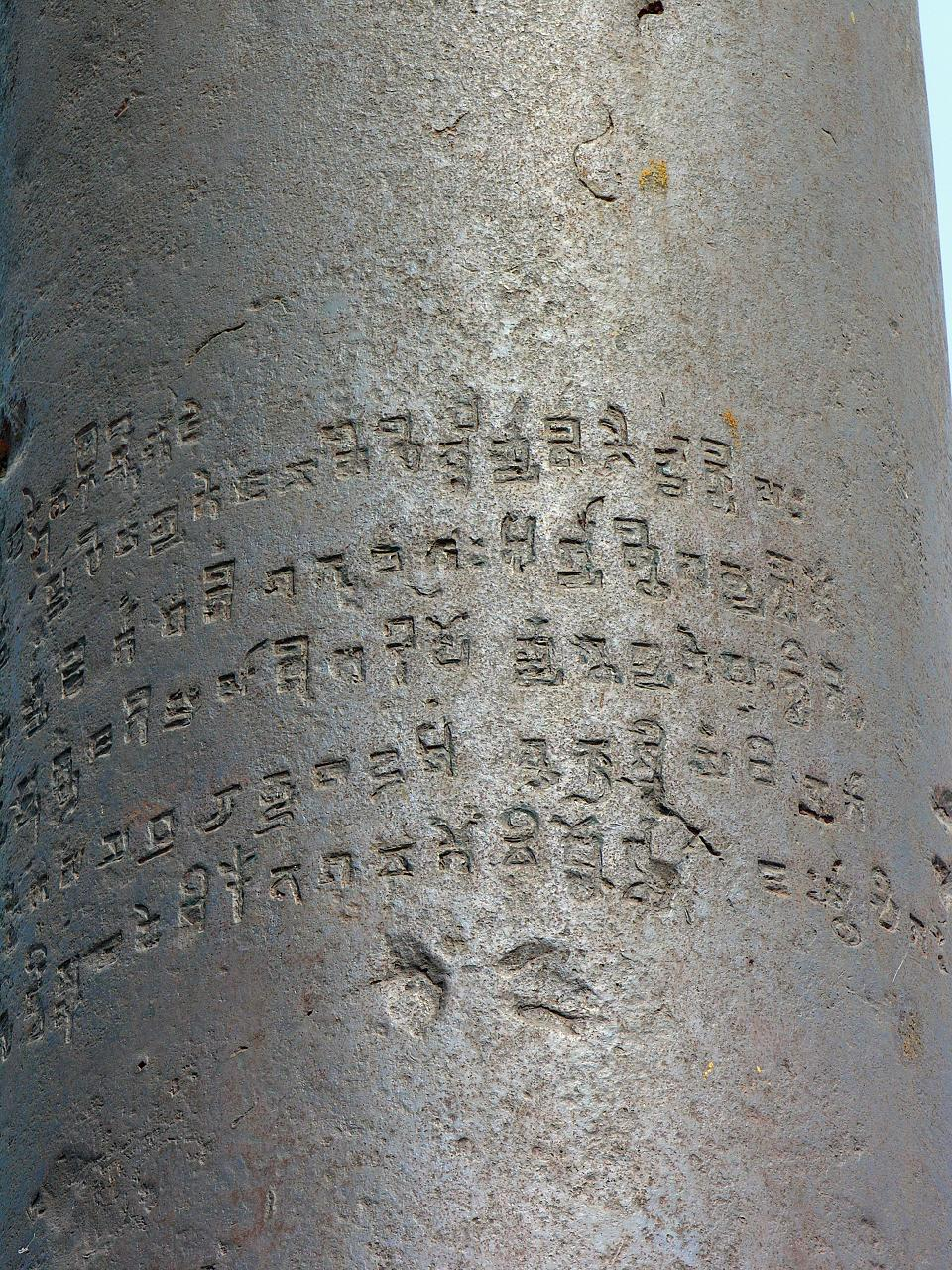
Un'iscrizione originale in sanscrito sulla colonna di ferro

Deve la sua fama, oltre al valore archeologico, al fatto che per anni è stata considerata un OOPArt, ossia un oggetto inspiegabile nel suo contesto storico. La resistenza alla corrosione e all'ossidazione ha spinto a formulare ipotesi inconsuete riguardo alle tecniche produttive o alla provenienza del manufatto.
Le analisi di esperti dell'Istituto Indiano di Tecnologia, guidati dal professor R. Balasubramaniam, hanno dimostrato che si tratta di una particolare proprietà del metallo di cui è fatta, un ferro molto puro, con una percentuale insolitamente elevata di fosforo dovuta a una particolare tecnica di fusione realizzata dagli artigiani del tempo.

Il fosforo col tempo avrebbe favorito la formazione per catalisi di uno strato protettivo (δ-FeOOH) sulla superficie della colonna, un composto di ferro, ossigeno e idrogeno spesso 5 centesimi di millimetro in grado di proteggere il ferro dolce dall'aggressione dell'atmosfera.
Secondo i sostenitori della sua posizione "fuori dal tempo" tale effetto sarebbe voluto, dimostrando che gli artigiani dell'antica India sarebbero stati in possesso di una tecnologia metallurgica particolarmente avanzata.
La presenza di fosforo tuttavia non è dovuta a presunte superiorità tecnologiche, ma piuttosto all'utilizzo di materiali attualmente ritenuti più scadenti e meno costosi (come appunto la carbonella invece della calce) per realizzare le leghe ferrose.

Questi elementi hanno la tendenza a rilasciare grosse quantità di impurità insieme al carbonio, che vanno a costituire minuscole quantità di elementi di lega nel metallo. Questi elementi, pur in concentrazioni piuttosto basse, possono alterare notevolmente le proprietà dei materiali.